# Riverside, Kalifornien
Riverside, huvudort i Riverside County, Kalifornien. Staden grundades 1870 av John W. North, samma man som tidigare grundat Northfield i Minnesota. Riverside ligger i Los Angeles storstadsområde och har 303 871 invånare (2010) på en yta av över 210 km².